# دراپر (یوتا)
دراپر (به انگلیسی: Draper) شهری در ایالت یوتا کشور ایالات متحده آمریکا است که جمعیت آن در سرشماری سال ۲۰۱۰ میلادی، ۴۲٬۲۷۴ نفر بوده‌است.